# Lli campanulat
Linum campanulatum és una espècie de Linum perenne de distribució mediterrània muntanyenca nord-occidental, del nord-est de la península Ibèrica al nord-oest de la península Itàlica, incloent part dels Països Catalans Habita en pastures camefítiques en terrenys calcaris a la muntanya mediterrània i submediterrània de clima continental entre els 100 i els 1.400 metres d'altitud. No es troba a les Illes Balears. Per les seves flors d'un groc brillant es fa servir en jardineria.

## Morfologia
L. campanulatum forma una petita mata que pot arribar a amidar de 10 a 30 cm d'alt, És una planta llenyosa a la base. Les fulles són sèssils, les inferiors són espatulades i les superiors lanceolades progressivament gairebé linears a la part de dalt. El fruit és una càpsula subglobosa acuminada de 5-7 mm. Floreix de maig a juliol. La corol·la fa uns 3 cm de diàmetre i els seus pètals són grocs i estan soldats entre ells a la part inferior, caràcters que juntament amb la presència de parells de glàndules a la base de les fulles serveixen per diferenciar-la d'altres membres del gènere.